# Mausoleul de la Mărășești
Mausoleul de la Mărășești este un monument istoric dedicat eroilor Primului Război Mondial. 
Mausoleul a fost ridicat pe locul în care, în vara anului 1917, s-au desfășurat luptele de la Mărășești, soldate cu victoria trupelor române. În confruntările de la Mărășești au pierit 480 de ofițeri și 21.000 de soldați români. Actualmente mausoleul adăpostește rămășițele a 5073 de soldați și ofițeri, în 154 de cripte individuale și 9 cripte comune de pe 18 culoare.

## Realizatorii monumentului
Monumentul, printre cele mai importante din Europa, a fost realizat, între anii 1923 - 1938, după planurile arhitecților George Cristinel și Constantin Pomponiu, care au fost câștigătorii concursului de proiecte și premiați cu 40.000 de lei aur. Monumentul a fost inaugurat în mod oficial la data de 18 septembrie 1938.
Lucrările au fost demarate la 28 septembrie 1924 și s-au reluat după 12 ani, în 1936. Basoreliefurile "Cupolei Gloriei" au fost realizate de către Cornel Medrea și Ion Jalea și ilustrează diverse momente ale luptelor de la Mărășești. Pictura interioară a fost executată de Eduard Săulescu.
Arhitectul și sculptorul Emil Wilhelm Becker, sculptor al Casei Regale, a avut o contribuție însemnată la realizarea Mausoleului, pentru care, în anul 1924, a realizat toate sculpturile din capelă și din interiorul criptei.
În anul 1938, cu prilejul inaugurării, a fost emisă o medalie jubiliară, cu diametrul de 60 mm, în trei variante: aur, argint și bronz. Pe aversul medaliei se aflau efigiile regilor Ferdinand I (în dreapta) și Carol al II-lea (în stânga), față în față, iar în mijloc, dedesubt, se afla stema Regatului României. Pe revers, în mijloc, este înfățișat Mausoleul Eroilor de la Mărășești.
În prezent, mausoleul este monument istoric, cu codul  VN-IV-m-A-06631.

## Galerie

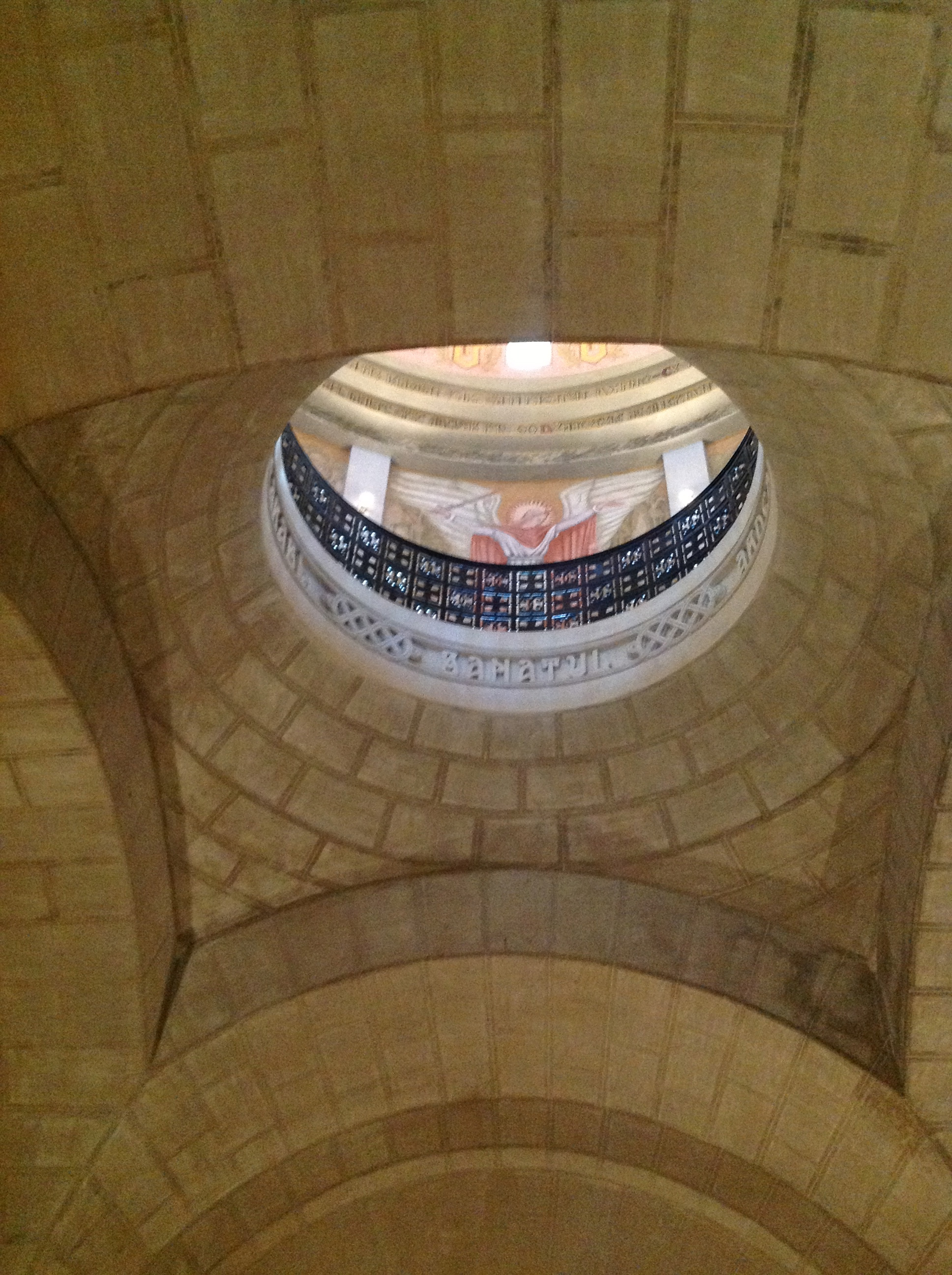
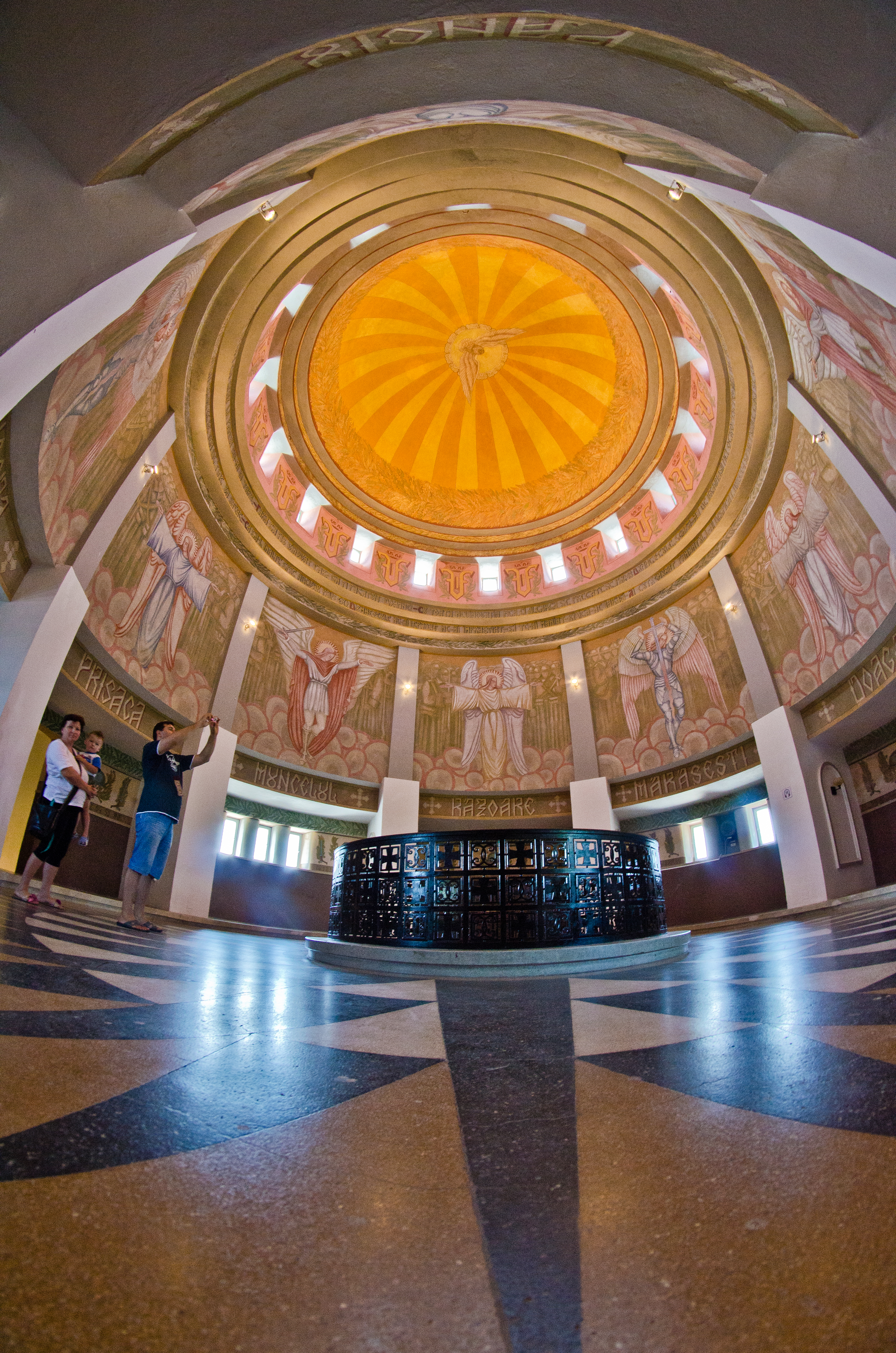
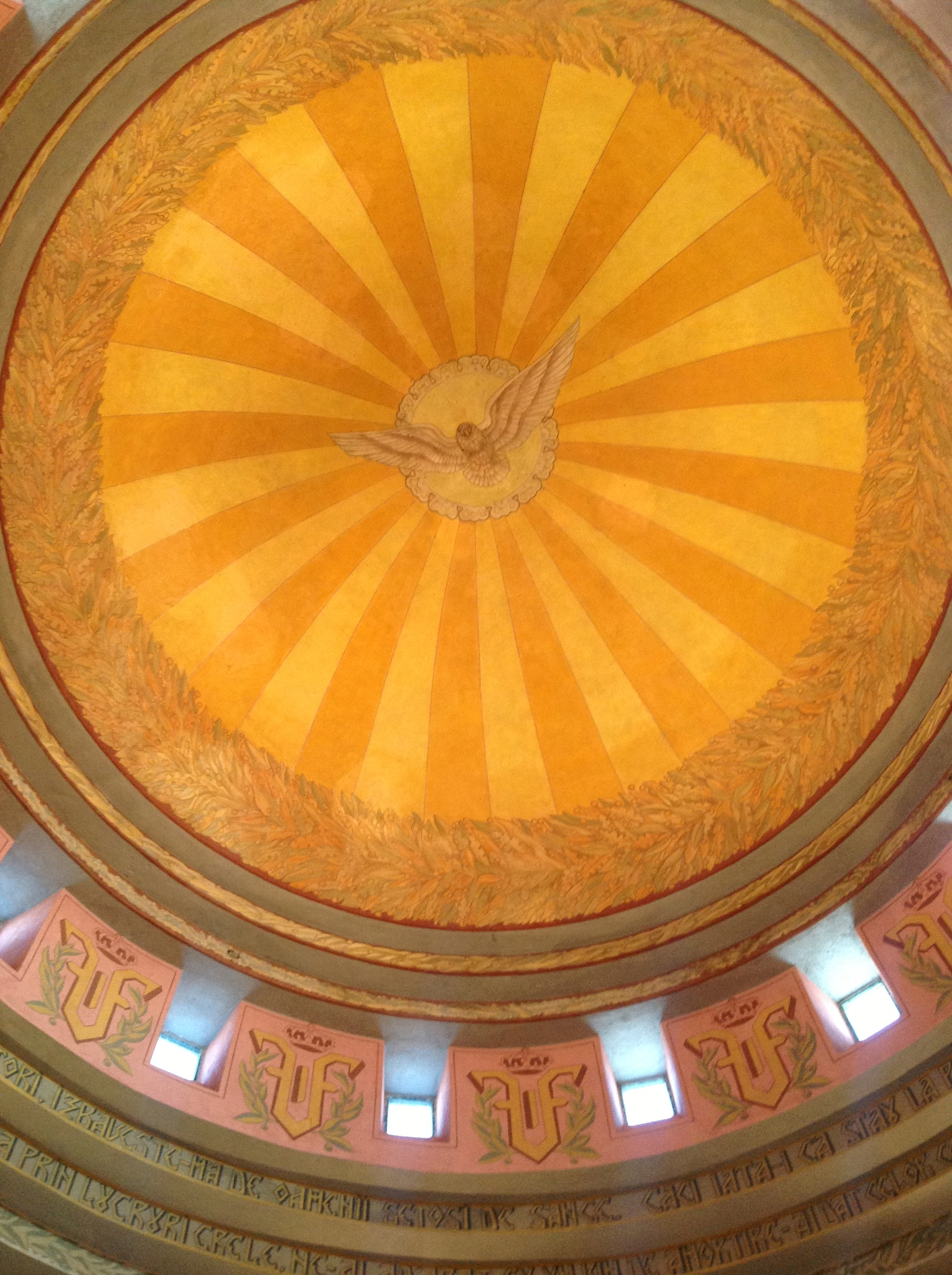
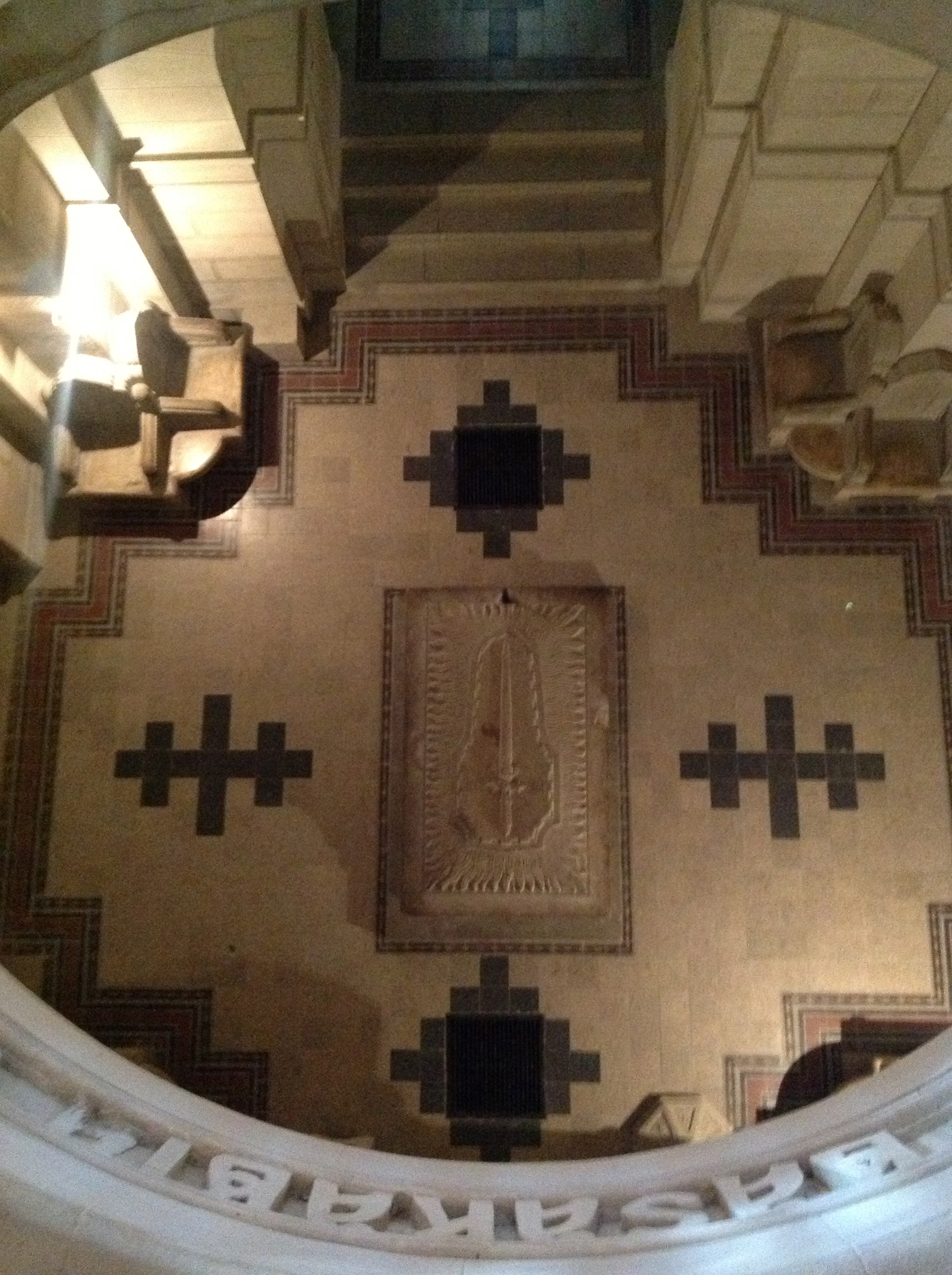
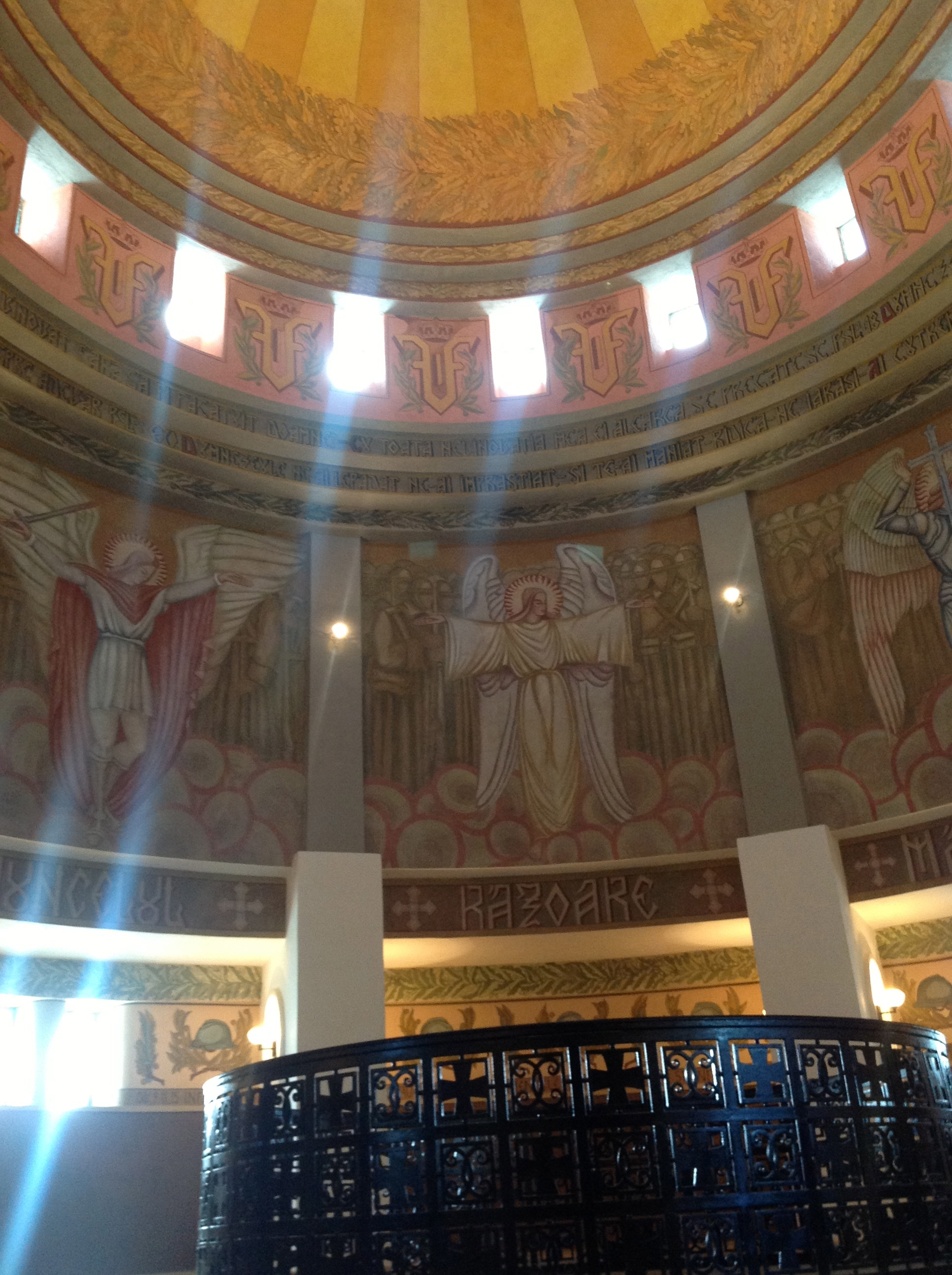
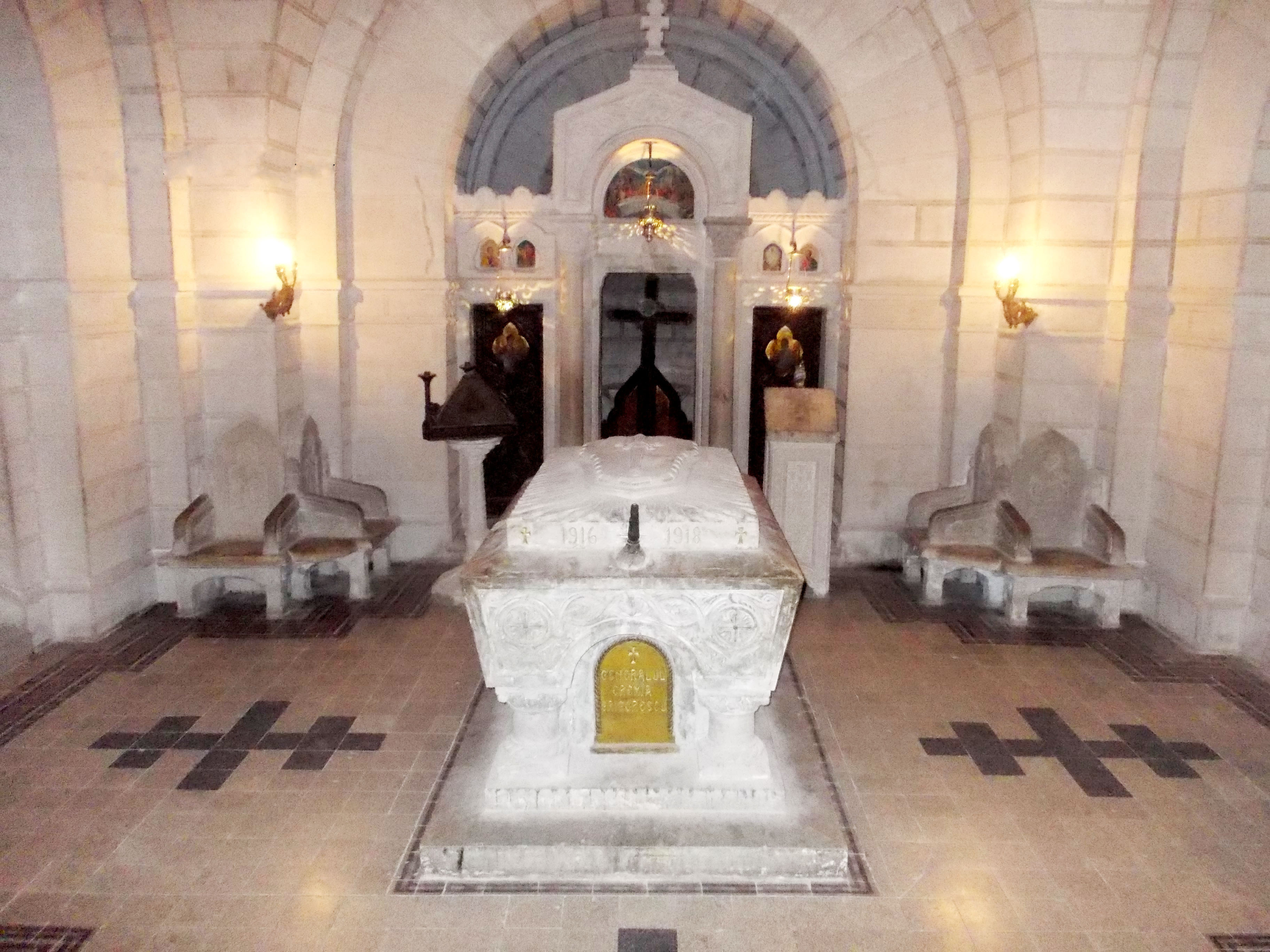
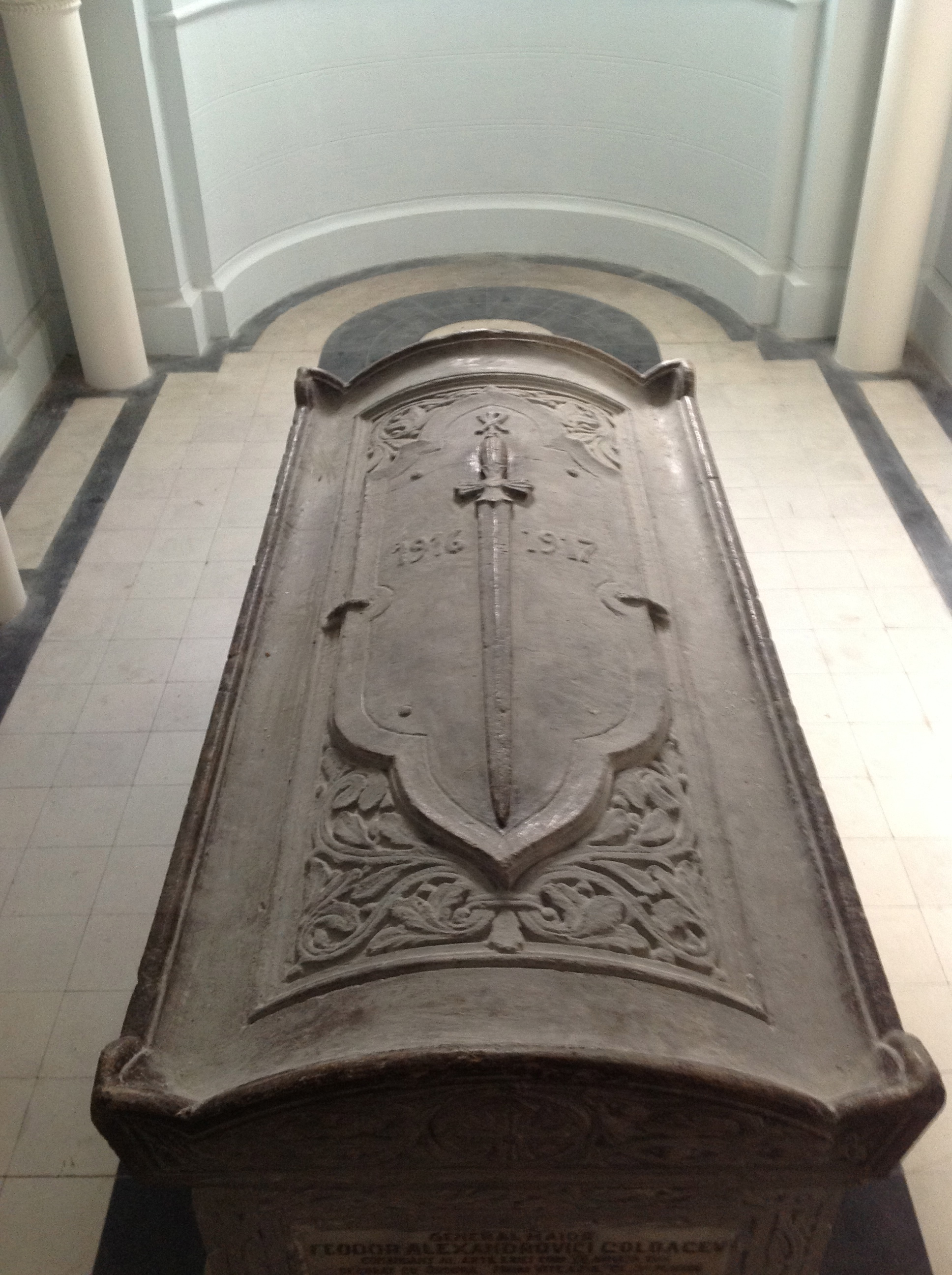
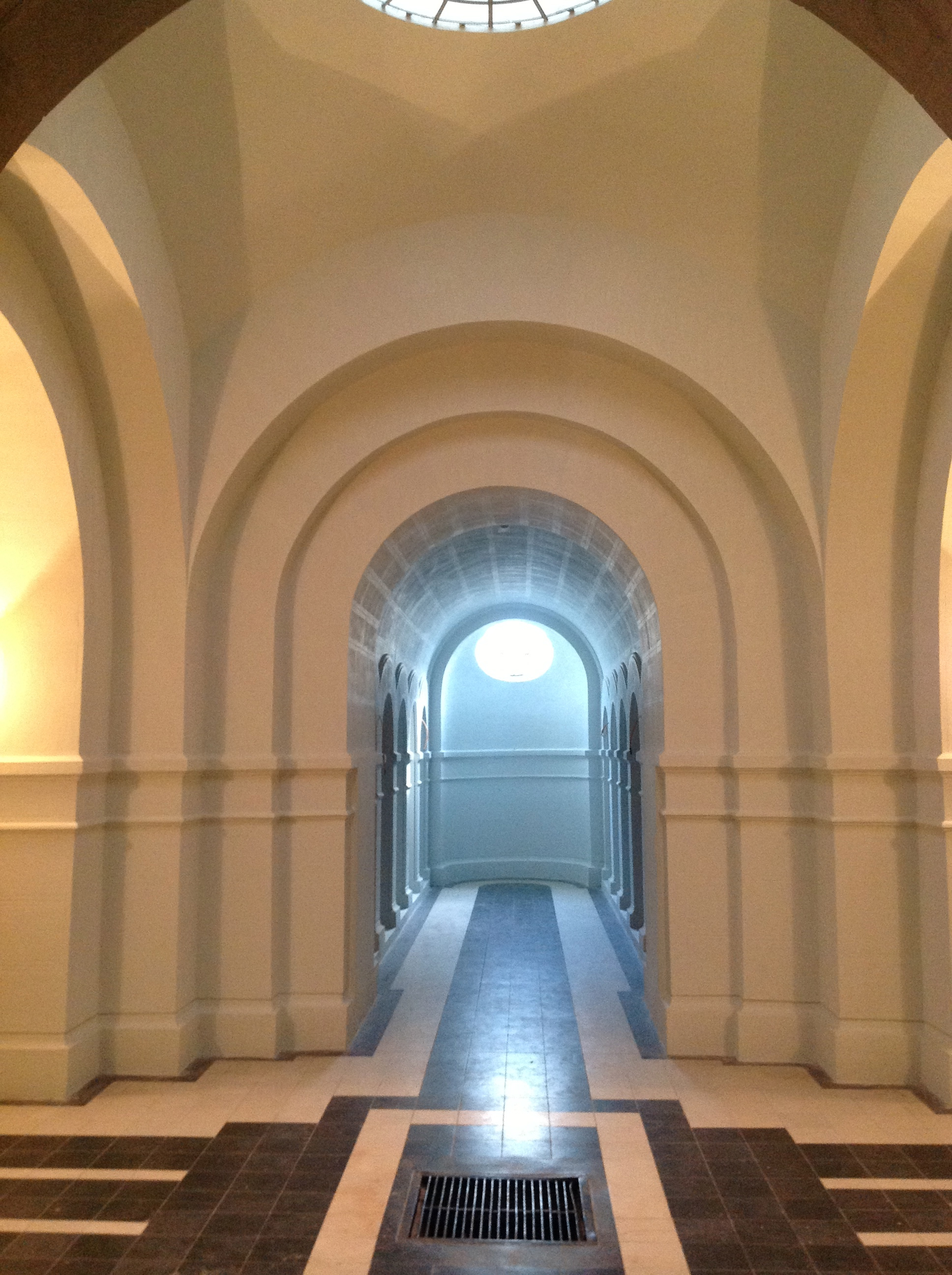
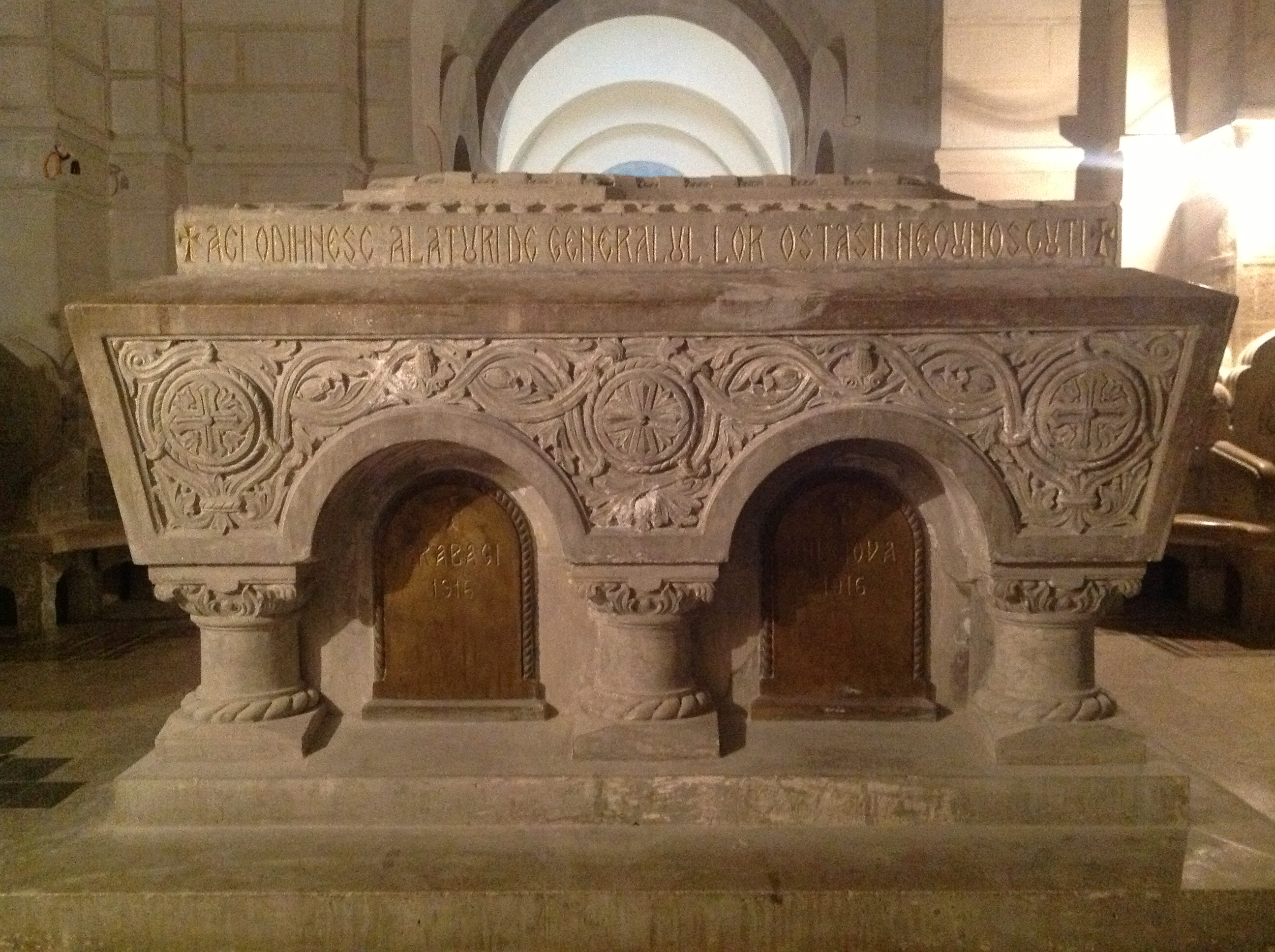